# Sabrina - Amiche per sempre
Sabrina - Amiche per sempre (noto anche come Sabrina the Teenage Witch: Friends Forever!) è un film per la televisione animato del 2002 prodotto da DIC Entertainment. È stato mostrato per la prima volta su Nickelodeon Sunday Movie Toons negli Stati Uniti, mentre nella maggior parte degli altri Paesi è stato trasmesso su Disney Channel o Toon Disney. In Italia il film è stato trasmesso in prima visione su Disney Channel il 25 maggio 2003, per poi essere distribuito da Eagle Pictures in VHS e DVD il 2 ottobre 2003. Successivamente è stato trasmesso in chiaro su Italia 1 il 21 febbraio 2004. È una continuazione della serie televisiva animata Sabrina, the Animated Series ed è stata seguita da un'altra serie televisiva, Sabrina: La mia vita segreta.

## Trama
Sabrina Spellman compie 13 anni e riceve la sua prima bacchetta magica da Enchantra; come è consuetudine per tutti gli stregoni, parte per l'Accademia delle Streghe per imparare i tre principi della strega (usare la magia con saggezza, essere fedele agli amici e fedele a se stesso). Sentendosi inferiore perché è solo una strega a metà, Sabrina nasconde le sue origini miste e riesce a diventare popolare. Si unisce alle sue nuove amiche nel prendere in giro Nicole Candler, un "topo di biblioteca" che non si adatta, ma, quando scopre che Nicole è una strega a metà come lei, le due diventano buone amiche. Le altre compagne vogliono dimostrare che Nicole è una mezza strega, facendo levitare un albero trovando la mezza stella sulla sua mano. Nicole è ridicolizzata e Sabrina va a trovarla nel suo dormitorio: insieme iniziano un viaggio nel regno delle streghe nella speranza di diventare streghe per intero.
Qui Sabrina e Nicole trovano tre porte che conducono a tre mondi fantastici: passando la prima porta diventano sirene. Passando la seconda porta divengono pattinatrici e sono coinvolte in una rissosa partita di hockey. Passando dalla terza e ultima porta trovano due principi e ballano con loro. Nel frattempo Enchantra scopre dall'accademia delle streghe che le due ragazze sono nel regno e manda due dei suoi seguaci a prenderle.
Nel regno delle streghe Sabrina e Nicole raggiungono il grande Albero della Saggezza che concede i desideri. Sabrina fa un passo avanti per esprimere il suo desiderio e chiede di essere una strega completa. Il suo desiderio è esaudito, ma prendendo l'altra metà dei poteri da Nicole, che da mezza strega diventa mortale, trasformandosi in pietra, poiché un mortale non può esistere nel regno delle streghe. Sabrina chiede all'albero di tornare indietro, ma questo non è possibile e l'albero le dice che solo un certo amuleto può aiutarla. Salem le ha detto che il suo collare è questo tipo di artefatto, quindi Sabrina lo cerca in fretta. Tuttavia Sabrina non è in grado di salvare Nicole. Sconvolta, sta per trasformarsi in pietra, quando viene fermata da Enchantra, che viene toccata dalla sua azione disinteressata e interrompe l'incantesimo su Nicole, riportando entrambe le ragazze a streghe a metà nel processo.
Alla cerimonia del diploma, Sabrina riceve la bacchetta d'oro da Enchantra. Dopodiché racconta la verità agli studenti per aver preso in giro Nicole a causa della sua eredità, e rivela che lei stessa è una mezza strega. Così Sabrina decide di regalare metà della bacchetta d'oro a Nicole per dimostrare che sono buone amiche.

## Doppiaggio
| Personaggio                     | Doppiatore originale | Doppiatore italiano |
| ------------------------------- | -------------------- | ------------------- |
| Sabrina Spellman                | Britt McKillip       | Perla Liberatori    |
| Nicole Candler                  | Alexandra Carter     | Domitilla D'Amico   |
| Zia Zelda                       | Tina Bush            | Barbara Castracane  |
| Zia Hilda                       | Moneca Stori         | Francesca Guadagno  |
| Salem                           | Louis Chirillo       | Mino Caprio         |
| Zio Eustace                     | Jay Brazeau          |                     |
| Portia                          | Carly McKillip       | Federica De Bortoli |
| Bree                            | Vanessa Morley       |                     |
| Albero della Saggezza (Warlock) | Garry Chalk          | Roberto Draghetti   |
| Orecchie Piatte (Flat Ears)     | Andrew Kavadas       | Franco Mannella     |
| Regina Enchantra                | Jane Mortifee        |                     |
| Craven                          | Samuel Vincent       | Luca Dal Fabbro     |
| Miss Arpia (Miss Hag)           | Marilyn Gann         |                     |
| Mr. Rancid                      | Dale Wilson          |                     |
| Miss Tanfo (Miss Fetid)         | Teryl Rothery        | Cristina Noci       |
| Giocatore di hockey             | Colin Murdock        |                     |
| Giocatore di hockey             | Alistair Abell       |                     |
| Giocatore di hockey             | Brent Miller         |                     |